# Bathyphantes helenae
Bathyphantes helenae là một loài nhện trong họ Linyphiidae.
Loài này thuộc chi Bathyphantes. Bathyphantes helenae được van Helsdingen miêu tả năm 1977.